# Al-Birwa
Al-Birwa (también conocida como al-Birweh) fue un pueblo árabe palestino, ubicado a 10,5 kilómetros al este de Acre. En 1945 tenía una población de 1.460 habitantes, en su mayoría musulmanes, así como una importante minoría cristiana. Su superficie total constaba de 13.542 dunams (13,5 kilómetros cuadrados). Al-Birwa fue capturado y ocupado permanentemente por los israelíes en junio de 1948.
El asentamiento de Al-Birwa se inició en la época romana y alcanzó su apogeo en la época bizantina. A mediados del siglo XI d. C., el geógrafo persa Nasir Khusraw mencionó Al-Birwa. Los cruzados la conocían como Broet. El pueblo quedó bajo dominio mameluco a finales del siglo XIII y, a principios del siglo XVI, fue conquistado por los otomanos, que lo gobernaron durante cuatro siglos. Los informes de viajeros de finales del siglo XIX documentan que Al-Birwa tenía una mezquita, una iglesia y una escuela primaria para niños (se construyó una escuela para niñas en 1942). 
Durante el Mandato Británico en Palestina, Al-Birwa fue el hogar de los poderosos comerciantes, que mediaban en las disputas en las aldeas vecinas. Al-Birwa se convirtió en un centro de operaciones rebeldes durante la revuelta de 1936-1939 contra el dominio británico. En la década de 1940, muchos de los habitantes agrarios de la aldea perdieron sus tierras debido a las deudas y se trasladaron a trabajos manuales en ciudades cercanas, como Haifa. Sin embargo, la mayoría de los residentes, hombres y mujeres, continuaron dedicándose a la agricultura, vendiendo sus aceitunas, granos y otros cultivos en los mercados de Acre. Al-Birwa fue capturada por los israelíes a principios de junio de 1948, después de lo cual su milicia local recuperó la aldea. A finales de junio Al-Birwa fue ocupada permanentemente por los israelíes. Posteriormente, sus habitantes, incluido el futuro poeta palestino Mahmoud Darwish, huyeron a aldeas cercanas o al Líbano. Las comunidades judías de Yas'ur y Ahihud se establecieron en las tierras de Al-Birwa en 1949 y 1950, respectivamente.

## Geografía
Al-Birwa estaba situado en una colina rocosa con vistas a la llanura de Acre, con una elevación media de 60 metros sobre el nivel del mar. Estaba situado en la intersección de dos carreteras: una conducía a Acre y la otra a Haifa. Ubicada a 10,5 kilómetros al este de Acre, las otras localidades más cercanas a Al-Birwa incluían Al-Damun (ocupada y despoblada en 1948) al sur, y las ciudades árabes de Jadeidi al noroeste, Julis al norte, Sha'ab al este y Majd al-Kurum al noreste.
La superficie total de Al-Birwa consistía en 13.542 dunams (13,42 hectáreas), de las cuales 59 dunams eran zonas edificadas. Las tierras cultivables representaban el 77% de la superficie total del país. Se plantaron huertos en 1.548 dunams, de los cuales 1.500 se utilizaron para olivares y 8.457 dunams se destinaron a cereales. Los habitantes de la ciudad vendieron 536 dunams a judíos, y la mayor parte del resto era propiedad de árabes.

### Arqueología
Se han realizado varias excavaciones en el sitio de Al-Birwa después del año 2000. Los hallazgos incluyeron un gran edificio, numerosos fragmentos de cerámica del período romano tardío, una moneda de bronce del siglo I o II d. C., restos de una antigua prensa de aceitunas, recipientes de vidrio como una copa de vino y botellas que datan de los períodos bizantino tardío y omeya (siglo VII y primera mitad del VIII) y un depósito de agua subterráneo. También se encontraron algunos fragmentos de cerámica de los períodos cruzado y mameluco.
En 2008 se descubrieron los restos de una gran refinería de aceite de oliva que data de la época bizantina, junto con elementos pertenecientes a una iglesia. Los excavadores creían que la prensa de aceitunas podría estar situada dentro de un monasterio bizantino.

## Historia

### Antigüedad
El sitio más antiguo, Tel Birwa (variante: Tel Berweh ), se encuentra aproximadamente a una milla al suroeste de la aldea árabe del mismo nombre, y se dice que es un montículo que mide 600 pasos de circunferencia en la parte superior y 75 pies de alto. El montículo está repleto de fragmentos de cerámica grecorromana, lo que demuestra que estuvo ocupado hasta la época romana, cuando fue abandonado, ya que no se pudo encontrar allí cerámica distintivamente árabe. Conder y Kitchener pensaron que Al-Birwa conserva en su nombre el nombre más antiguo de Beri, mencionada en el Talmud de Jerusalén (Pesahim iv.1 [26a]), ya que tanto esta ciudad como Kabul se mencionan juntas. Según Josefo, las aldeas en las inmediaciones de Kabul fueron saqueadas e incendiadas durante la primera revuelta judía contra Roma.

### Edad media
Al-Birwa fue mencionada en 1047 d. C., durante el gobierno fatimí, cuando fue visitada por el geógrafo persa, Nasir Khusraw. Lo describe como situado entre Acre y Damún, e informa haber visitado lo que describió como las tumbas de Simeón y Esaú allí.  Los cruzados arrebataron el control de Palestina a los fatimíes en 1099. Se referían a Al-Birwa como Broet. En 1253, Juan Alemán, señor cruzado de Cesarea, vendió Al-Birwa, junto con varias otras aldeas, a los Caballeros Hospitalarios. Al-Birwa fue mencionada como parte del dominio de los cruzados con base en Acre en el hudna (acuerdo de tregua) de 1283 con los mamelucos bajo el mando del sultán al-Mansur Qalawun. A finales del siglo XIII, los mamelucos derrotaron y conquistaron los últimos puestos avanzados de los cruzados a lo largo de la costa norte de Palestina.

### Imperio Otomano
Al-Birwa quedó bajo dominio otomano en 1517, junto con toda Palestina. En 1596, Al-Birwa era un pequeño pueblo en Akka Nahiya (subdistrito de Acre), parte de Safad Sanjak (distrito de Safed). El pueblo pagaba impuestos sobre el trigo, la cebada, la fruta, las colmenas y las cabras. Según los registros fiscales otomanos, Al-Birwa tenía 121 residentes en 1596. Un mapa de la invasión de Napoleón de 1799 realizado por el cartógrafo francés Pierre Jacotin representaba al-Birwa como "Beroweh", aunque su ubicación en el mapa estaba equivocada.
A finales del siglo XIX, Al-Birwa se convirtió en una gran aldea, con un pozo en su zona sur. Al norte se encontraban "hermosos olivares y fructíferos campos de trigo", como los describió un viajero occidental que visitó la región a mediados del siglo XIX. El erudito bíblico estadounidense Edward Robinson visitó Al-Birwa en 1852 y señaló que era una de las 18 aldeas de Palestina con una iglesia cristiana (ortodoxa oriental) en funcionamiento. En 1859, el cónsul británico Edward T. Rogers registró que Al-Birwa tenía aproximadamente 900 habitantes. El explorador francés Victor Guérin, que visitó Al-Birwa en 1875, describió a los cristianos del pueblo como ortodoxos griegos y señaló que tenían una iglesia "bastante nueva".
Un censo de 1887 mostró que Al-Birwa tenía alrededor de 755 habitantes, de los cuales 650 eran musulmanes y 105 eran cristianos. En 1888, los otomanos construyeron una escuela primaria para niños.

### Mandato británico

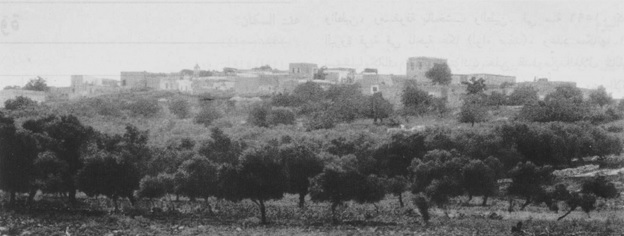
Al-Birwa desde la distancia, 1928

En 1917, durante la Primera Guerra Mundial, las fuerzas británicas expulsaron a los otomanos de Palestina y en 1920 se estableció el Mandato Británico de Palestina. En el censo británico de 1922, al-Birwa tenía una población de 807 habitantes, de los cuales 735 eran musulmanes y 72 cristianos.  Los cristianos eran en su mayoría ortodoxos, con cinco anglicanos.  En el censo de 1931, la población había aumentado a 996 habitantes, de los cuales 884 eran musulmanes y 92 cristianos, que vivían en un total de 224 casas.  Los techos de cemento comenzaron a usarse ampliamente en al-Birwa en la década de 1930, durante una época de importante expansión de la aldea. 
Varios habitantes de al-Birwa participaron en la revuelta árabe de 1936-1939 contra el dominio británico y la inmigración judía masiva en Palestina. Un comandante de la revuelta en la región de Nazaret - Tiberíades, el jeque Yihya Hawash, era de al-Birwa. Fue arrestado por los británicos y condenado a cadena perpetua. Los británicos también ejecutaron a ocho residentes de al-Birwa que habían participado en la revuelta.  Otros comandantes rebeldes y participantes en la revuelta de al-Birwa incluyeron a Asad Atallah, Mahmoud al-Joudi, Saleh Mahmoud Me'ari-Abu Sa'ud, Abd al-Hamid Daher Me'ari, Muhammad al-Hajj Ali, Yusef Taha, Fadil Eid, Yousif Mai y Abbas al-Shattawi.  Varias mujeres de al-Birwa participaron en la revuelta transportando armas, agua y alimentos a los rebeldes apostados en las colinas de los alrededores.  Los refugiados de edad avanzada de Al-Birwa entrevistados en 2003-2004 recordaron que, durante la revuelta, los rebeldes locales detonaron una mina que impactó a un jeep militar británico en una carretera adyacente a Al-Birwa en agosto de 1937, lo que llevó a los británicos a lanzar medidas punitivas contra la aldea.  Estas incluían reunir a hombres de al-Birwa y obligarlos a cortar plantas de cactus cerca de Acre y luego colocar a los hombres sobre los cactus, dejando a las mujeres de la aldea para que atendieran sus heridas. 
En las estadísticas de 1945, la población de al-Birwa era de 1.460 habitantes,  de los cuales 130 eran cristianos.   Entre las familias y terratenientes destacados de la aldea se encontraban las familias Saad, Darwish, Abdullah, Kayyal, Sakkas, al-Wakid, al-Joudi, Najm, al-Dabdoub, Khalid, Akawi, Hissian, Hawash y al-Sheikha. El estatus socioeconómico de la aldea estaba determinado en gran medida por la propiedad de la tierra.  Alrededor de 140 residentes de la aldea eran agricultores arrendatarios que trabajaban para las grandes familias terratenientes Moughrabi, al-Zayyat y Adlabi.  Según información de inteligencia recopilada por la Haganá (una organización paramilitar judía en Palestina), los tradicionales agentes de poder locales de la Galilea central eran los residentes de al-Birwa, quienes "resolvían todos los conflictos en las aldeas cercanas".  Los servicios de inteligencia de la Haganá también informaron que los habitantes de Al-Birwa eran longevos, la mayoría alcanzando una edad de más de 100 años. 
En la década de 1940, Al-Birwa tenía tres prensas de aceite de oliva, una mezquita, una iglesia  y aproximadamente 300 casas.  Además de la escuela para niños de la era otomana, en 1943 se fundó una escuela primaria para niñas.  Para entonces, muchos de los habitantes habían perdido la totalidad o parte de sus tierras debido a las deudas y, al mismo tiempo, los hombres y mujeres de al-Birwa trabajaban cada vez más en proyectos públicos, como la construcción de carreteras y la refinería de petróleo de Haifa, o en instalaciones militares británicas, para compensar la pérdida de ingresos.  Sin embargo, la principal fuente de ingresos seguía siendo la agricultura, y los principales cultivos de la aldea eran aceitunas, trigo, cebada, maíz, sésamo y sandías.  Entre 1944 y 1945, los habitantes del pueblo poseían un total de 600 cabezas de ganado, 3.000 cabras y 1.000 pollos.  Las mujeres, en particular las mujeres jóvenes de familias pequeñas propietarias de tierras, participaban junto a los hombres de su familia en el trabajo de la tierra, mientras que muchas mujeres de familias sin tierras obtenían ingresos como trabajadoras estacionales en las tierras de otros residentes de la aldea.  Había divisiones generales del trabajo basadas en el género: las mujeres recolectaban agua de pozo, criaban ganado, cuajaban leche, transportaban bienes a los mercados de Acre y recolectaban hierbas; los hombres típicamente araban y sembraban semillas, y tanto hombres como mujeres recogían aceitunas y cosechaban cultivos. 

### Israel
Las fuerzas israelíes de la Brigada Carmeli capturaron por primera vez al-Birwa y las posiciones que la dominaban el 11 de junio de 1948 como parte de la Operación Ben-Ami, un día antes de la primera tregua de la guerra árabe-israelí de 1948.  Durante el combate, 45 ancianos se escondieron en la iglesia con el sacerdote. Los defensores de la aldea se rindieron después de perder hombres y quedarse sin municiones. Los habitantes se refugiaron en aldeas cercanas durante trece días.  Sin embargo, los enfrentamientos continuaron durante la tregua. Según milicianos locales de al-Birwa, 96 hombres de la aldea armados con rifles y un número igual de hombres armados con armas no armadas y mujeres desarmadas se reunieron cerca de las líneas del frente del Ejército de Liberación Árabe (ALA). La fuerza armada con fusiles cargó primero a través de las líneas del frente, seguida por los hombres armados con hachas, palas y palos, y luego las mujeres que llevaban agua para ayudar a los heridos. La milicia ad hoc de Al-Birwa tomó por sorpresa a la pequeña fuerza de soldados de la Haganah (que se convirtieron en parte de las Fuerzas de Defensa de Israel el 26 de mayo) y los obligó a retroceder un kilómetro al oeste de Al-Birwa. Después, los habitantes de al-Birwa recogieron sus cultivos. Permanecieron en la aldea hasta el 24 de junio, cuando los comandantes de la ALA sugirieron que se reunieran con sus familias en las aldeas cercanas. Los milicianos afirmaron que el ALA se mantuvo al margen durante los enfrentamientos porque no recibió órdenes de sus superiores. 
Los israelíes anunciaron que habían combatido contra unidades del ALA en la zona, infligiéndoles 100 bajas el 25 de junio. El New York Times informó que en la aldea hubo combates durante dos días y que observadores de las Naciones Unidas (ONU) estaban allí investigando las violaciones de la tregua. Agregó que "una pequeña guarnición israelí ocupaba Al-Birwa antes de la [primera] tregua", pero cayó en manos de las tropas del ALA con base en Nazaret, que lanzaron un ataque sorpresa. Algunos residentes acamparon en las afueras del pueblo y ocasionalmente lograron entrar y recoger sus pertenencias personales. Tras el fin de la primera tregua a mediados de julio, Al-Birwa fue capturada por Israel durante la Operación Dekel. La ALA luchó contra los israelíes para recuperar al-Birwa, pero el 18 de julio la aldea estaba firmemente detrás de las líneas israelíes. 
El 20 de agosto de 1948, el Fondo Nacional Judío pidió que se construyera un asentamiento en algunas de las tierras de al-Birwa, y el 6 de enero de 1949 se estableció allí Yas'ur, un kibutz. En 1950, en las tierras occidentales del pueblo se inauguró el moshav de Ahihud. Según el historiador palestino Walid Khalidi, una de las escuelas de al-Birwa, dos santuarios para sabios locales y tres casas seguían en pie en 1982. Uno de los santuarios tenía cúpula y estaba construido de piedra. La mayoría de las estructuras estaban rodeadas de cactus, malezas, olivares, higueras y moreras.  La mayoría de los habitantes de al-Birwa huyeron a ciudades y pueblos árabes cercanos, incluidos Tamra, Kabul,  Jadeidi, Kafr Yasif,  y otras localidades.  En Jadeidi, los refugiados de al-Birwa residían principalmente en un barrio llamado al-Barawneh, en honor a su pueblo de origen, o alternativamente al-Kayyali, en honor a la familia Kayyal, muchos de los cuales vivían en el barrio y uno de los cuales, Afif Kayyal, fue elegido alcalde en los años 1990 y en 2003.  Algunos huyeron al Líbano y acabaron en el campo de refugiados de Chatila, en las afueras de Beirut, donde el historiador palestino Nafez Nazzal los entrevistó en 1973.  Entre los refugiados de al-Birwa se encontraba Mahmoud Darwish, que nació en el pueblo en 1941 y vivió allí parte de su infancia. 
En 1950, Tawfik Toubi, un miembro árabe del Knesset, planteó la cuestión de los refugiados desplazados internos de al-Birwa en el Knesset, exigiendo que se les permitiera regresar a sus hogares. El primer ministro David Ben-Gurion respondió negativamente, afirmando: «El interrogador presentó los hechos de forma inexacta. Birwa es una aldea abandonada, destruida en los combates. Sus habitantes cooperaron con las bandas de Kaukji. Las Fuerzas de Defensa de Israel y el gobierno no los trataron como merecían, sino que les permitieron permanecer en aldeas cercanas a Birwa y convertirse en residentes de Israel. El gobierno de Israel los trata como a los demás residentes de Israel y a quienes carecen de medios de subsistencia. Se creó un organismo especial para ocuparse de estos refugiados, reasentarlos y rehabilitarlos, no necesariamente en sus antiguas aldeas, y el reasentamiento de los refugiados en Nazaret ya ha comenzado».   En diciembre de 1951, la aldea fue declarada zona militar cerrada. 
Al-Birwa es una de las aldeas palestinas en las que se han realizado Marchas del Retorno conmemorativas, normalmente en el marco del Día de la Nakba, como las manifestaciones organizadas por la Asociación para la Defensa de los Derechos de los Desplazados Internos. 

### Citas
1. 1 2 3 4 5 6 7 8 9 10  Khalidi, 1992, p. 9.
2. 1 2 3 4  Meari, 2010, p. 122.
3. 1 2 3 4 5 6 7  Benvenisti, 2000, p. 317.
4. ↑  Josephus, The Jewish War (2.18.9). As pointed out by Simchoni, Jacob N. (1968). The History of the War of the Jews with the Romans (en hebreo). Ramat-Gan: Masada. p. 565., the translators of The Jewish War in 2.18.9 and in 3.3.1. have, in both cases, transcribed the Greek word Cabul (Gr. Χαβουλών), used there for this city in the original text, as Zabulon.
5. ↑  Le Strange, 1890, p. 423.
6. ↑  Barag, Dan (1979). «A new source concerning the ultimate borders of the Latin Kingdom of Jerusalem». Israel Exploration Journal 29: 197-217.
7. ↑  Holt, 1986, p. 103.
8. ↑  Robinson, 1856, p. 630.
9. ↑  Conder y Kitchener, 1881, p. 270.
10. ↑  Guérin, 1880, pp. 432–433.
11. ↑  Mills, 1932, p. 100.
12. ↑  Meari, 2010, p. 132.
13. ↑  Hadawi, 1970, p. 40.
14. ↑  «Non-Jewish Population within the Boundaries Held by the Israel Defence Army on 1:5:49 in Accordance with the Palestine Government Village Statistics, April 1945». United Nations Conciliation Commission for Palestine. 1949. Archivado desde el original el 9 de junio de 2012.
15. ↑  Meari, 2010, p. 124.
16. ↑  Meari, 2010, p. 125.
17. 1 2  Meari, 2010, pp. 126–127.
18. 1 2  Khalidi, 1992, p. 10.
19. 1 2  Bokae'e, Nihad (February 2003). «Palestinian Internally Displaced Persons inside Israel: Challenging the Solid Structures». Badil. Badil Resource Center for Palestinian Residency and Refugee Rights.
20. ↑  Meari, 2010, p. 126.
21. ↑  Torstrick, 2004, p. 64.
22. ↑  Kamen, Charles S. (1987). «After the Catastrophe I: The Arabs in Israel, 1948–51». Middle Eastern Studies 23 (4): 453-495. doi:10.1080/00263208708700721.
23. ↑  Kacowicz y Lutomski, 2007, p. 139.
24. ↑  Jiryis, Sabri (1973). «The Legal Structure for the Expropriation and Absorption of Arab Lands in Israel». Journal of Palestine Studies 2 (4): 82-104. doi:10.1525/jps.1973.2.4.00p0099c.
25. ↑  Charif, Maher. «Meanings of the Nakba». Interactive Encyclopedia of the Palestine Question – palquest (en inglés). Consultado el 5 de diciembre de 2023.